# Mina Smallman
Wilhelmina Tokcumboh «  Mina » Smallman est une enseignante et prêtre anglicane britannique née le 29 octobre 1956.
Elle est archidiacre de Southend (en) dans le diocèse de Chelmsford de septembre 2013 jusqu'à sa retraite en décembre 2016. Elle est la première femme archidiacre de l'Église d'Angleterre issue d'une origine minorité ethnique noire en Grande-Bretagne (en).

## Biographie
Mina Smallman est née le 29 octobre 1956 dans le comté de Middlesex en Angleterre,. Sa mère est d'origine écossaise et son père est d'origine nigériane.

### Carrière
Tout au long de sa carrière, elle affirme avoir souffert de misogynie et de racisme, surtout de la part d'hommes blancs privilégiés qui, selon elle, ont remis en question son droit d'être prêtre.

#### Enseignement
Smallman étudie l'art dramatique, l'anglais et le chant à la Central School of Speech and Drama, obtenant un bachelor en éducation (BEd) en 1988. Elle travaille ensuite comme professeure d'art dramatique durant 15 années. En 2005, elle devient directrice adjointe du John Kelly Girls' Technology College (en).

#### Ordination
Smallman étudie en vue de se faire ordonner prêtre dans un cours de formation ministérielle de North Thames. Au cours de sa formation, elle étudie la théologie contextuelle (en) à l'Université de Middlesex et a obtient un baccalauréat ès arts (BA) en 2006.
Smallman est ordonnée diacre dans l'Église d'Angleterre en 2006 et prêtre en 2007. Après des curatelles (en) à Harrow et Stanmore, elle officie en tant que vicaire anglicane (en) à Barking de 2010 jusqu'à sa nomination comme archidiacre.
En juin 2013, il est annoncé que Smallman sera la prochaine archidiacre de Southend (en). Le 16 septembre 2013, elle est intronisée (en) comme archidiacre lors d'un service à la cathédrale de Chelmsford. Elle prend sa retraite le 31 décembre 2016.
En 2021, elle est choisie par Today (en) de BBC Radio 4 pour être l'une des sept rédactrices invitées pendant la période de Noël.

## Vie privée
Smallman a eu trois filles. Depuis 1992, elle est mariée.
Les corps de ses deux filles, Bibaa Henry et Nicole Smallman, sont découverts, poignardées à mort, à Fryent Country Park (en), dans le borough de Brent, le 7 juin 2020. Mina Smallman affirme que la police britannique ne s'est pas investie assez tôt pour retrouver ses deux filles disparues et maintient qu'il y avait des éléments racistes dans le traitement de l'enquête et l'affaire. Une enquête menée par l'Independent Office for Police Conduct (en) a certes formulé des critiques sur la façon de mener l'enquête, mais conclut in fine qu'elle n'a impliqué aucun élément de racisme.
Une enquête pour meurtre est ouverte,. Le 2 juillet 2020, Danyal Hussein est accusé du meurtre des deux filles. Il est reconnu coupable le 6 juillet 2021 et condamné à la réclusion à perpétuité avec une peine minimale de 35 ans.
Smallman soutient que la plupart des policiers sont des gens extraordinaires qui font bien leur travail, mais qu'il existe une minorité misogyne influente . Smallman affirme que Cressida Dick a tenté de l'induire en erreur. Smallman maintient que Dick a donné l'impression que les problèmes liés aux enquêtes sur les meurtres de ses filles étaient des incidents inhabituels et isolés alors qu'en réalité, Dick était au courant des enquêtes sur des actes répréhensibles au commissariat de police de Charing Cross et savait qu'il y avait des problèmes plus importants.

## Honneurs
Smallman est incluse dans la liste des 100 femmes de la BBC pour 2021. Smallman est mise en avant pour avoir été la première femme archidiacre de l'Église d'Angleterre issue d'un milieu noir ou appartenant à une minorité ethnique, et pour sa campagne visant à rendre les rues du Royaume-Uni plus sûres et à réformer la police. 